# Halcones
Halcones – zespół akrobacyjny  chilijskich sił powietrznych, który powstał w 1981 roku. Początkowo grupa wykorzystywała samoloty szkolne Pitts S2A pomalowane w narodowe barwy. W roku 1990 zespół zmienił samoloty na Extra 300, które na zamówienie również otrzymały narodowe barwy, jednakowo wyposażono je w tzw. wytwornicę dymów. Od samego początku, aż do dziś grupa prezentuje się w składzie 6 samolotów. Jeden samolot bazuje jako rezerwa. Piloci grupy dawali pokaz swoich umiejętności w Ekwadorze, Brazylii, Wielkiej Brytanii, Belgii, Stanach Zjednoczonych, Kanadzie, Izraelu, Francji, Peru i Boliwii. W obecnym składzie latają:
- Erich Hermann (lider) (1)
- Víctor Gallardo (2)
- Rodrigo Geissbühler (3)
- Mario Costa (4)
- Oscar Garretón (5)
- Eduardo Varas (6)
- Joseph Suez (rezerwa)
- Alex Casasempere (rezerwa)
- Cristian Padilla (rezerwa)